# Cristoforo Astengo
Cristoforo Astengo (Savona, 17 novembre 1885 – Savona, 27 dicembre 1943) è stato un avvocato e partigiano italiano.

## Biografia
Cristoforo Astengo - conosciuto dai familiari e dagli amici col nome di "Cristofìn" - nacque il 17 novembre 1885 a Savona, figlio di Agostino Astengo e Antonietta Della Piane. Avvocato e capo spirituale del Partito d'Azione di Savona.

### Dalla prima guerra mondiale al 25 luglio 1943
Ufficiale di fanteria, combattente della prima guerra mondiale, decorato due volte (1916) con medaglia d'argento al valor militare sul Carso.
Nel 1919 prese parte alla fondazione della sezione Savonese dell'Associazione Nazionale Combattenti, di cui fu presidente tra il 7 luglio 1921 e il 14 ottobre 1922. Si scontrò più volte con Francesco Amilcare Dupanloup anch'esso membro dell'associazione e capo dello squadrismo savonese.
Strenuo oppositore del regime fascista, fu legato da grande amicizia a Sandro Pertini, di cui fu maestro e ispiratore politico.
Il 5 novembre del 1925 gli squadristi gli devastarono lo studio in piazza della Maddalena. Nel settembre del 1939 fu poi aggredito e picchiato dai fascisti mentre si trovava al Caffè Chianale in corso Italia.
Durante il ventennio dovette sopportare numerose angherie e umiliazioni. Molti clienti lo snobbarono a causa delle sue idee antifasciste. Fu schedato come antifascista dal 1933; per il suo atteggiamento politico, con un decreto del 1940 venne rimosso dal grado di maggiore del Regio Esercito.
Insieme al suo grande amico Ferruccio Parri, e con Riccardo Bauer ed Ernesto Rossi, negli anni trenta militò tra le file di Giustizia e Libertà.
Tra il 1942 ed il 1943 attorno alla figura dell'avvocato Cristoforo Astengo nacque a Savona il Partito d'Azione clandestino, cui aderirono diversi noti professionisti cittadini.

### Dal 25 luglio 1943 al Convegno di Valcasotto
Successivamente alla caduta di Benito Mussolini del 25 luglio 1943, il 26 luglio a Savona avvennero manifestazioni popolari spontanee contro il regime. Nella prima mattinata gli operai della Scarpa & Magnano e dell'ILVA di Savona, diedero inizio a uno sciopero imponente, al quale si unirono numerosi cittadini dei vari strati sociali. In città la quasi totalità della popolazione si riversò in strada e nelle piazze. La collera popolare del 26 luglio distrusse le icone del ventennio e diede l'assalto al palazzo della federazione fascista e al carcere di Sant'Agostino, dov'erano rinchiusi diversi detenuti politici.
Vennero date alle fiamme emblemi, vessilli e simboli del fascio; l'autorità inviò per controllare la situazione alcuni plotoni di soldati in assetto da guerra, ma questi non eseguirono particolari interventi, anzi in diversi casi fraternizzarono con i manifestanti. La giornata fu segnata dall'uccisione, in corso Vittorio Veneto, di due donne, Lina Castelli e Maria Pescio, colpite dai proiettili sparati dalle mitragliatrici della Milizia Portuaria. In segno di protesta per quelle due morti, la mattina del 27 luglio si tenne un comizio in piazza Mameli, nel corso del quale presero la parola l'avvocato Alberto Campanile, l'avvocato Cristoforo Astengo e l'operaio Piero Molinari.
Dopo l'armistizio dell'8 settembre 1943, Astengo ebbe un ruolo rilevante nell'attivazione della Resistenza in Liguria e delle formazioni partigiane della Val Casotto.
Frattanto già nella mattinata del 9 si riuniva febbrilmente nella sede dell'Associazione Combattenti di Savona (da poco presieduta da Astengo) il Comitato d'Azione Antifascista.

### Dal Convegno di Valcasotto all'arresto
Il 23 ottobre si diedero convegno in Val Casotto i maggiori esponenti e intellettuali del Piemonte e della Liguria aderenti al movimento di resistenza. Nell'incontro svoltosi il giorno 24 presso la «Trattoria Croce Rossa», i delegati regionali del Comitato di Liberazione Nazionale, tutte persone coraggiose e di grande levatura politica, decisero all'unisono di prodigarsi in ogni modo possibile per il Gruppo partigiano della Valle all'unico scopo di scacciare gli invasori germanici e riconquistare la libertà negata.
Tra i partecipanti alla storica riunione figurarono, oltre a Cristoforo Astengo:
- Generale Giuseppe Perotti, presidente, poi passato per le armi a Torino il 6 aprile 1944;
- Paolo Ceschi (Colonnello Rossi), relatore militare, accompagnato da due carabinieri, Gaglietto e Franco, in rappresentanza del Comando partigiano;
- Avv. Guido Verzone, relatore civile;
- Dott. Prof. Cesare Rotta, relatore logistico;
- Geometra Giuseppe Galliano, indicatore tattico;
- Avv. Tancredi Galimberti, poi ucciso a Cuneo il 2 dicembre 1944;
- Dottor Antonino Repaci, in seguito Pubblico Ministero alla Corte d'Assise Straordinaria a Cuneo;
- Sig. Guglielmo Damilano, da Cuneo.

Valcasotto divenne l'icona di vasta parte della Resistenza ligure e piemontese.
A Valcasotto vennero concepite e ufficialmente riconosciute il 24 ottobre 1943 le prime formazioni che successivamente confluirono in un'unità destinata a contribuire in modo determinante alla guerra di liberazione nazionale, il «1º Gruppo Divisioni Alpine».
Il 25 ottobre in serata, di ritorno da Valcasotto in treno, per colpa del sonno, Astengo non si rese conto di avere già superato la stazione di Santuario (frazione di Savona), dove era previsto che scendesse per evitare i controlli nazifascisti. Dovette, pertanto, giungere alla stazione di Savona, dove fu identificato e immediatamente tratto in arresto dai fascisti, guidati da Luigi Possenti.

### Dall'arresto alla fucilazione
Imprigionato dapprima nelle carceri di Savona, una settimana dopo venne condotto a Genova e rinchiuso nel carcere di Marassi. Nei giorni successivi fu interrogato alla Casa dello studente.
Si trovava ancora recluso a Genova allorché, la sera del 23 dicembre, una mano ignota lanciò un ordigno esplosivo all'interno della Trattoria della Stazione in via XX Settembre a Savona, dove in quel momento si trovavano alcuni iscritti al Partito Fascista Repubblicano e alcuni militari tedeschi. Lo scoppio che si verificò causò il decesso di sette persone: tre di esse morirono sul colpo (il fascista Ferro Bovo, il barista Agostino Zanibone e la casalinga Francesca Alessandria), due nel corso di quella notte all'Ospedale San Paolo (la casalinga Luigia Baldissone e l'operaio Azelio Menicagli), una il 30 dicembre (il commerciante Giacomo Terrile) e la settima il 24 marzo successivo (il sergente maggiore della II Legione Contraerea di Savona Giovanni Vicalvi, morto a Parma a seguito delle ferite riportate). L'esplosione causò inoltre il ferimento di altre undici persone, tra cui l'ex squadrista Pietro Bonetto, il fascista Pio De Marzi ed il soldato tedesco Alberto Moser.
A seguito di quell'attentato fu decisa un'immediata rappresaglia. Il 24 e 25 dicembre infatti parecchi prigionieri politici affollavano le carceri di Sant'Agostino, le camere di sicurezza della Questura, le celle dei carabinieri e della milizia.
L'avvocato Astengo fu ricondotto subito a Savona da Genova, mentre a Finale Ligure il collega Avv. Renato Vuillermin, rientrato a casa dopo aver assistito alla Messa di Natale, venne arrestato dall'Ufficio politico investigativo della milizia.
La notte di Natale e il mattino dopo, nella Federazione savonese i capi fascisti si riunirono per decidere i “provvedimenti da adottare”.
Erano quasi le ore 5 del 27 dicembre, quando sette arrestati furono prelevati dal carcere di Sant'Agostino e portati con un cellulare della Questura, nella caserma della Milizia di Corso Agostino Ricci, in cui si tenne la "seduta straordinaria" di un presunto tribunale militare.
«Ritenendo superfluo perdere tempo con interrogatori e formalità, essendo a tutti noti i crimini dei detenuti, mandanti morali degli assassini», la condanna disposta fu pena di morte mediante fucilazione con esecuzione immediata.
Un'ora dopo i condannati furono condotti al forte della Madonna degli Angeli, dove si trovavano ad attenderli un plotone di esecuzione formato da 40 repubblichini, comandati dal capomanipolo della Milizia Volontaria per la Sicurezza Nazionale Bruno Messa. Prima dell'esecuzione il seniore della Milizia Rosario Previtera non mancò di rivolgere ancora pesanti ingiurie verso i sette, che furono costretti a girare la schiena al plotone:
«Così devono crepare i traditori! Vi daremo tanto piombo da far capire a tutti i savonesi come devono comportarsi se vogliono vivere!»
Dopo queste parole Previtera sollecitò Messa a procedere. Tre militi spararono raffiche di mitra sui sette.

I trucidati furono:
- Astengo Cristoforo, avvocato, di anni 58;
- Renato Vuillermin, avvocato, di anni 47;
- Carlo Rebagliati, falegname, di anni 47;
- Arturo Giacosa, operaio, di anni 38;
- Aurelio Bolognesi, soldato, di anni 31;
- Francesco Calcagno, agricoltore, di anni 26;
- Aniello Savarese, soldato, di anni 21.

Astengo, Calcagno, Rebagliati furono abbattuti con gli altri ma soltanto feriti: il brigadiere di P. P. Cardurani li finì a colpi di pistola.
In segno di protesta verso l'efferata esecuzione, le maestranze delle fabbriche di Savona e di Vado Ligure trovarono il coraggio di entrare in stato di sciopero, seppure in forma limitata.

### La memoria di Cristoforo Astengo
A Cristoforo Astengo sono state intitolate, a Savona, una via, a seguito della delibera della giunta comunale del 2 luglio 1945, e una scuola elementare. Fu decorato alla memoria con medaglia d'argento al valor militare.
Anche un'unità partigiana assunse il suo nome: Brigata GL Cristoforo Astengo.
Il 17 novembre 2013, nell'abitazione di Francesco Bruzzone, che fu prefetto di Savona nei mesi immediatamente successivi alla Liberazione, lo studioso savonese Giuseppe Milazzo ha ritrovato le lettere che Cristoforo Astengo aveva scritto nel carcere di Marassi e che aveva segretamente inviato ai suoi fratelli Giuseppe ed Ernesto tra il 2 novembre e il 26 dicembre 1943. La notizia del ritrovamento è stata data il successivo 20 novembre con un articolo pubblicato sulla pagina della cronaca di Savona dei quotidiani La Stampa e Il Secolo XIX.